# Sargas

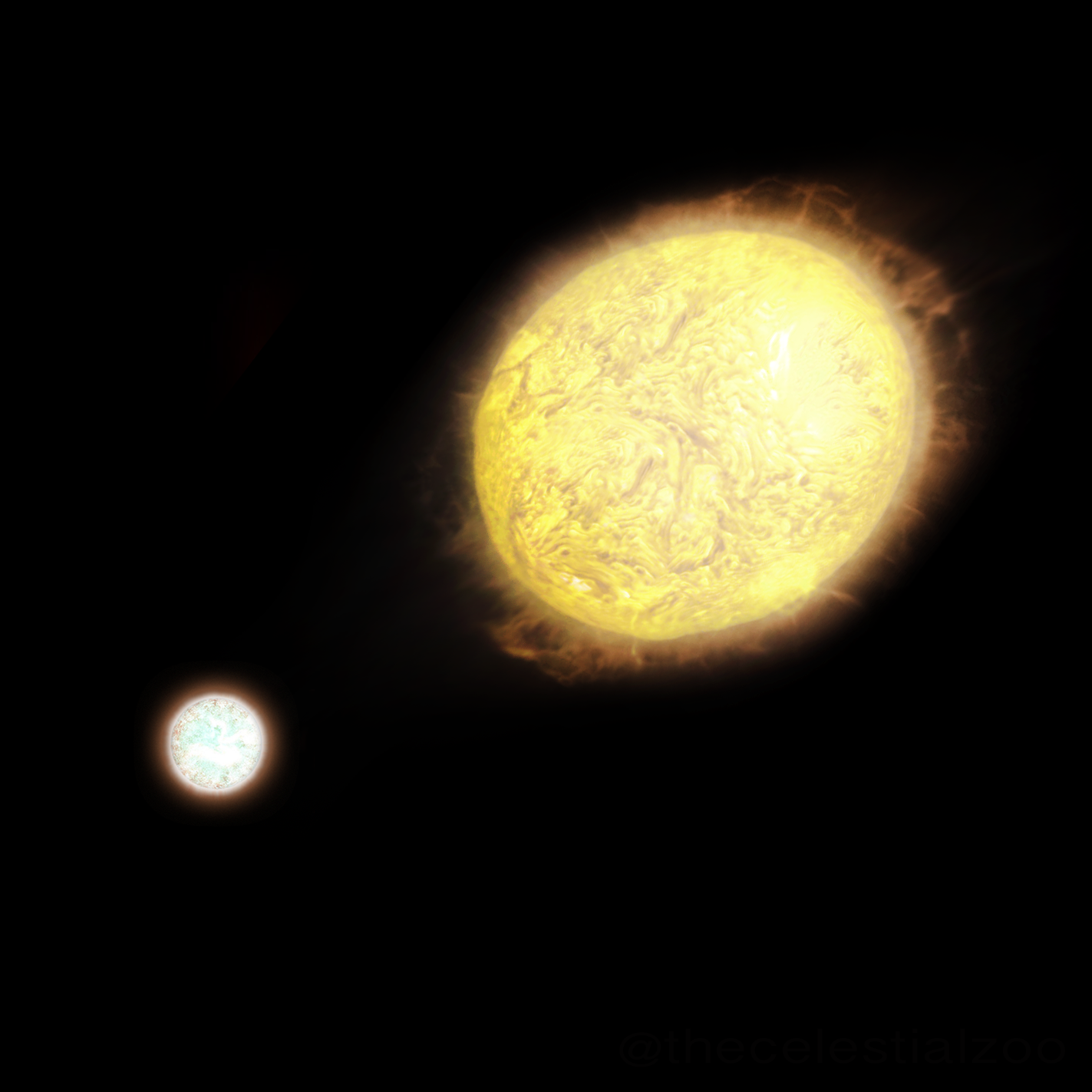
Imagen de la estrella Sargas, comparada con otra estrella

Sargas (Theta Scorpii / θ Sco / HD 159532) es la tercera estrella más brillante de la constelación de Scorpius («El Escorpión»), después de Antares (α Scorpii) y Shaula (λ Scorpii). Otro nombre utilizado para designar a esta estrella es Girtab. Los nombres de Sargas y Girtab provienen del sumerio, siendo justamente el significado ‘el escorpión’. Su magnitud aparente es +1.86, y se encuentra a 270 años luz del sistema solar.
Sargas es una gigante luminosa blanco-amarilla de tipo espectral F1II con una temperatura superficial de 7200 K. Su radio es 20 veces mayor que el radio solar y tiene una luminosidad 960 veces mayor que la del Sol. Su velocidad de rotación es 50 veces mayor que la del Sol (105 km/s) y completa una vuelta cada 10 días; este último dato es un valor máximo, dependiendo de la inclinación que el eje de rotación tenga respecto a nosotros.
En su camino evolutivo, Sargas se encuentra en una etapa transitoria de enfriamiento con un núcleo inerte de helio. En menos de un millón de años será una variable tipo cefeida —como Mekbuda (ζ Geminorum)— y después se transformará en una gigante roja, momento en el cual en su núcleo se producirá la fusión del helio en carbono y oxígeno.